# Saint-Martin-d'Auxigny
Saint-Martin-d'Auxigny is een gemeente in het Franse departement Cher (regio Centre-Val de Loire). De plaats maakt deel uit van het arrondissement Bourges. Saint-Martin-d'Auxigny telde op 1 januari 2022 2.525 inwoners.

## Geografie
De oppervlakte van Saint-Martin-d'Auxigny bedroeg op 1 januari 2022 24,08 vierkante kilometer; de bevolkingsdichtheid was toen 104,9 inwoners per km².
De onderstaande kaart toont de ligging van Saint-Martin-d'Auxigny met de belangrijkste infrastructuur en aangrenzende gemeenten.

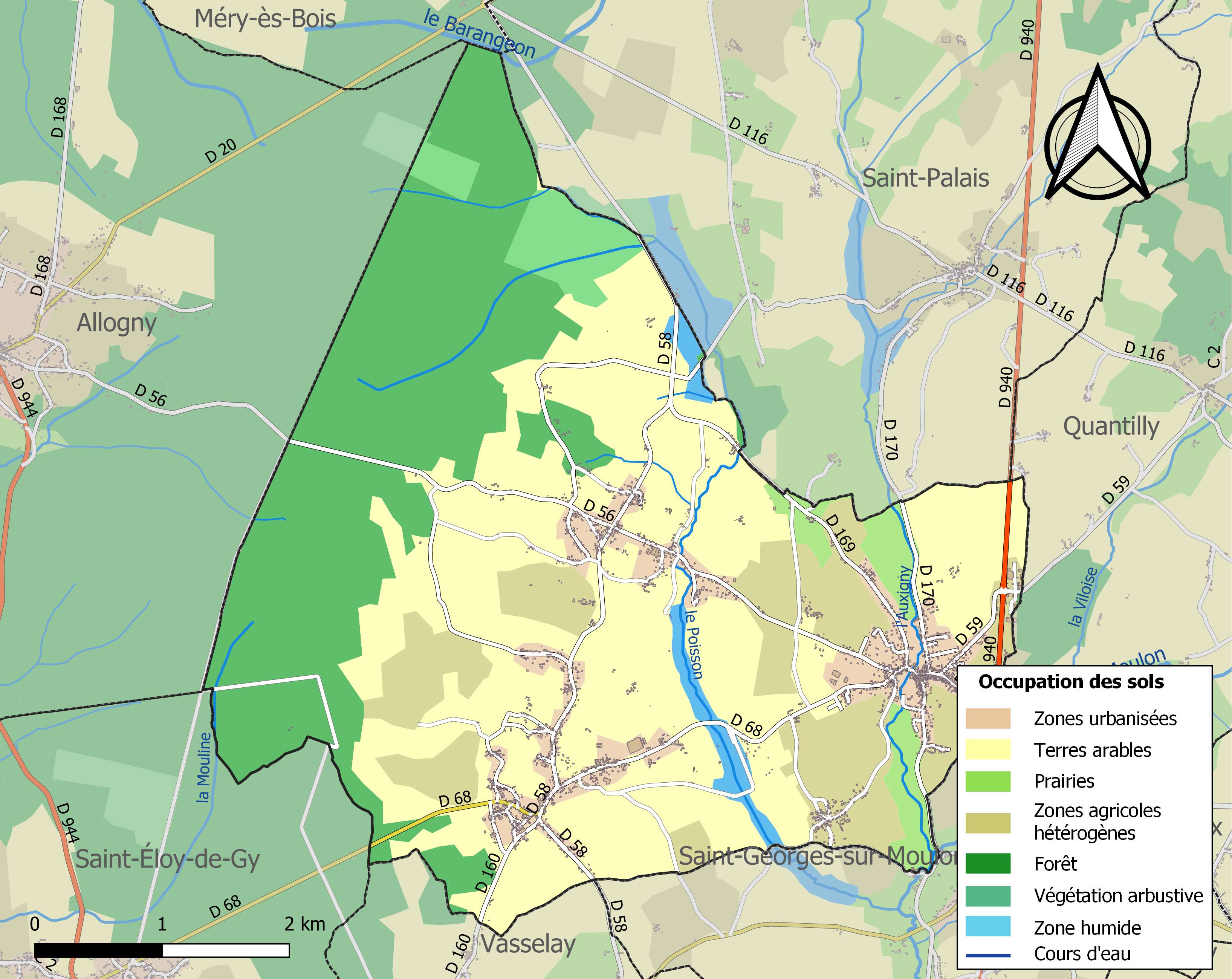

## Demografie
Onderstaande figuur toont het verloop van het inwonertal (bron: INSEE-tellingen).